# Озриничско-брочанацкие говоры

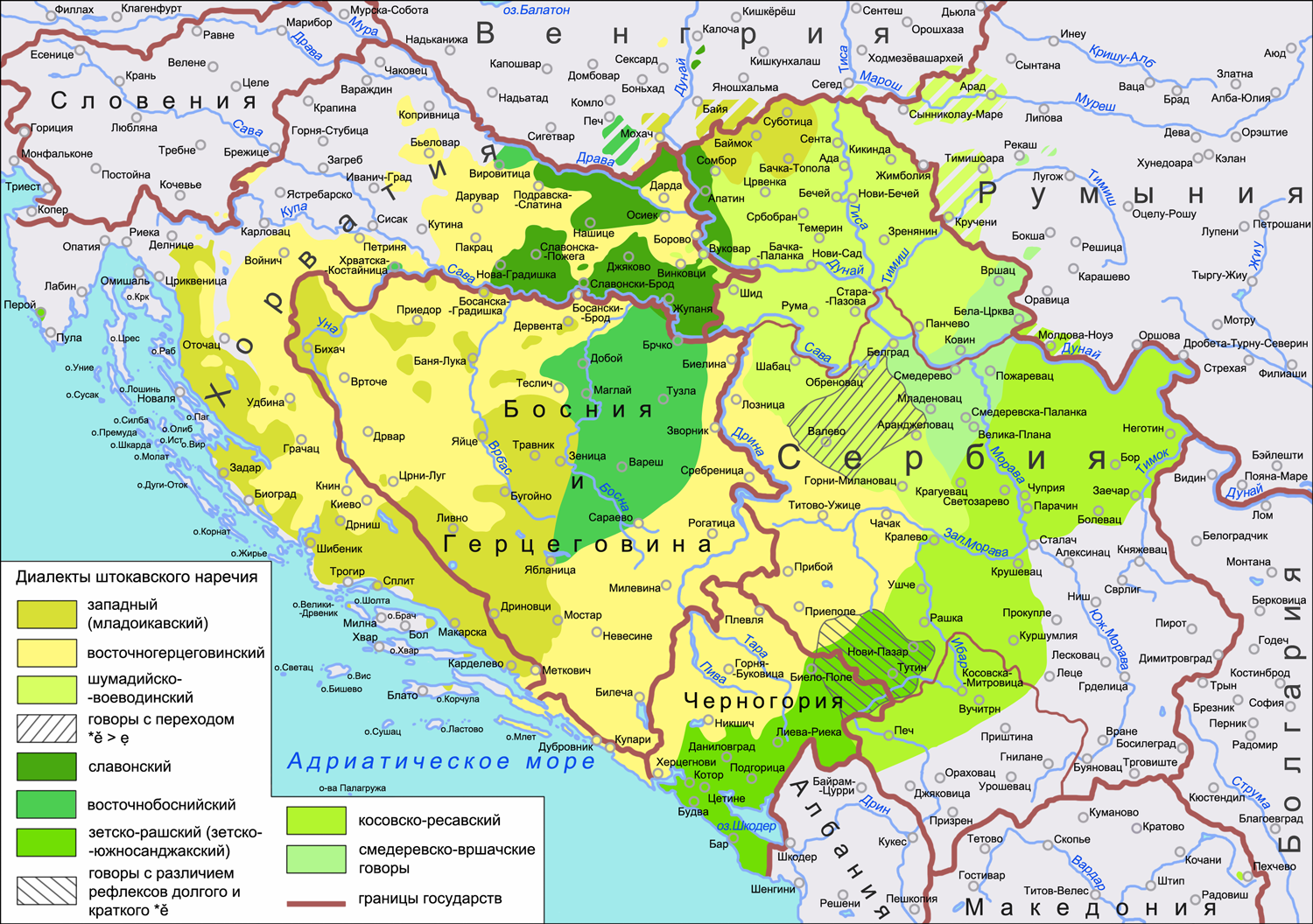
Ареал зетско-рашского диалекта с областью озриничско-брочанацких говоров в его западной части на карте штокавского наречия

Озри́ничско-брочана́цкие говоры (серб. озринићко-броћански поддијалекат / ozrinićko-broćanski poddijalekat) — говоры зетско-рашского диалекта сербского языка / штокавского наречия сербохорватского языкового континуума. Размещены в центральных и западных районах Черногории в Озриничах, Брочанаце и других соседних с ним сёлах в общине Никшич. Представляют собой одну из четырёх групп говоров зетско-рашского ареала (поддиалектов — по терминологии, принятой сербскими диалектологами) наряду с цетинско-барскими, белопавличско-васоевичскими и сеничско-новопазарскими говорами (поддиалектами). Образуют переходную зону как между соседними зетско-рашскими группами говоров, так и между зетско-рашским и восточногерцеговинским диалектами.

## Область распространения
Озриничско-брочанацкие говоры размещены в западной части области распространения зетско-рашского диалекта на границе с ареалом говоров восточногерцеговинского диалекта. С одной стороны, озриничско-брочанацкие говоры составляют переходный ареал между территориями зетско-рашского и восточногерцеговинского диалектов. С другой стороны, они характеризуются сочетанием некоторых диалектных признаков соседних цетинско-барских и белопавличско-васоевичских говоров, образуя тем самым переходную диалектную зону между этими говорами внутри зетско-рашского ареала. Также область распространения озриничско-брочанацких говоров находится в переходной зоне между юго-западной частью зетско-рашского ареала, для которой характерна значительная диалектная дробность и архаичные диалектные черты говоров, и северо-восточной частью, в которой отмечается относительная однородность диалектного массива и сравнительно широкое распространение инновационных диалектных черт. Озриничско-брочанацкие говоры являются родными для жителей сёл Озриничи, Брочанац, Улице и Челински-Дол в общине Никшич. Кроме того, озриничско-брочанацкие диалектные черты и различные явления переходного типа отмечаются в сёлах на территории бывшего племени пешивцев и в области Беле-РУдине.

## Диалектные особенности

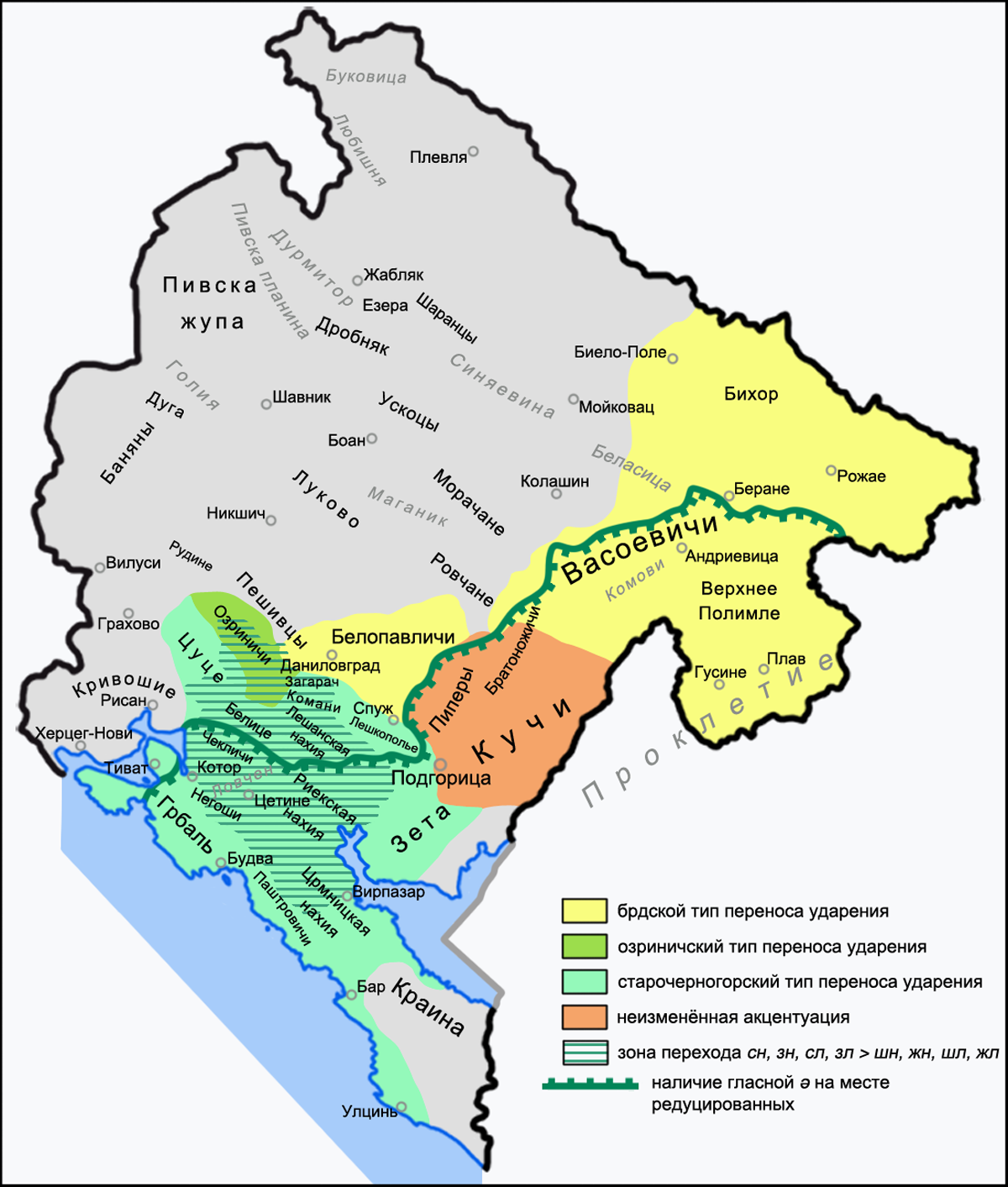
Диалектные явления в говорах зетско-рашского диалекта на территории Черногории согласно исследованиям Пешикан, Митар

Озриничско-брочанацкие говоры характеризуются следующими диалектными особенностями:
- преимущественно последовательное распространение иекавского типа произношения (je на месте праславянской *ě) как и в цетинско-барских и белопавличско-васоевичских говорах, но в группе rě отмечаются различия в рефлексах *ě: prijeć, priječac, но starešina, izgoret;